# Provetta d'amore
Provetta d'amore (The Babymakers) è un film del 2012 diretto da Jay Chandrasekhar.

## Trama
Dopo aver tentato invano di mettere incinta sua moglie Audrey, Tommy, temendo di essere diventato sterile, recluta i suoi amici per rubare da una banca del seme un "deposito" che lui stesso aveva fatto anni prima.